# Marie Golien
Marie Golien (* 1987 in Wiesbaden) ist eine deutsche Schriftstellerin.

## Leben
Marie Golien wuchs in Klein-Winternheim bei Mainz auf. Nach dem Abitur studierte sie Design mit dem Schwerpunkt auf interaktiven Medien, entwickelte Spiele-Apps und begann parallel dazuzuschreiben. 2019 erschien ihr erster Roman Cainstorm Island – Der Gejagte, an dem sie fünf Jahre gearbeitet hatte.
Der Roman wurde unter dem Titel 케인스톰 아일랜드 : 쫓기는 자 ins Koreanische und unter dem Titel Keinstormo Sala ins Litauische übersetzt. Der zweite Teil der Cainstorm-Serie mit dem Titel Der Gefangene erschien im Juni 2021.

## Werk
Der Roman Cainstorm Island – Der Gejagte spielt in einem Slum in einer nach Arm und Reich zweigeteilten fiktiven Welt, in dem der eigentlich chancenlose 17-jährige Emilio lebt, der dem Elend entkommen will. Er lässt sich von einer Streaming-Plattform einen Kamerachip ins Gehirn einsetzen und liefert aus seinem Slum für ein kleines Honorar Bilder, die direkt ins Internet übertragen werden und für seine gelangweilten Zuschauer aus dem reichen Teil dieser Welt pittoresk und ungewöhnlich sind. Während einer Übertragung tötet er in Notwehr vor laufender Kamera ein Gangmitglied, das ihn angreift. Zur Freude der Zuschauer wird er selbst zum Gejagten, wobei Emilio sich nicht verstecken kann, denn die Öffentlichkeit schaut zu und heizt die Jagd nach ihm noch an.
Die Autorin sieht in ihrem Roman Themen wie die „Überwachung im Internet“, das „Wachsen sozialer Ungleichheit“ und die „prägende Erfahrung ihrer Generation im Bereich sozialer Medien“ widergespiegelt.
Im zweiten Teil mit dem Titel Der Gefangene verschlägt es Emilio unabsichtlich und gegen seinen Willen nach Asaria, den scheinbar perfekten reichen Teil seiner zweigeteilten Welt, wo ihn die Menschen voller Panik als Feind und gefährlichen Eindringling sehen und ihn zum Gefangenen machen. Aber Emilio findet Verbündete und entdeckt die dunklen Geheimnisse des Landes, die auch die meisten Asarianer nicht kennen.

## Rezeption
Die Jury des Rheinland-pfälzischen Jugendbuchpreises Goldene Leslie sprach nach Erscheinen des ersten Buches von einem „mitreißenden Thriller mit faszinierender Handlung und ernstem Hintergrund“, aktuelle Themen würden als „fesselnde und emotional nahegehende Geschichte“ erzählt. Der Deutschlandfunk merkte an, das Buch zeige, „wie junge Menschen über sich hinauswachsen“, wobei Golien „im Tempo des digitalen Blicks“ schreibe. Der Kulturjournalist Wieland Freund kommentierte das Buch so: „Die Zukunft gehört der Jugend – und Jugendbüchern wie diesen. Eine rasante Dystopie über die Instagramisierung einer gespalteten Welt.“
Der Literaturwissenschaftler Werner Jung bedauert, dass sich der „ubiquitäre Überwachungskapitalismus“ bisher kaum in der Gegenwartsliteratur mit einer „literarischen Wirkung von Belang“ niedergeschlagen habe. Als Ausnahmen, die die Regel bestätigten, nennt er neben einer Roman-Trilogie von Suzanne Collins Jugendromane, darunter von Ursula Poznanski sowie Marie Goliens Cainstorm Island, die „Überwachungsnarrative in den Vordergrund“ stellen und die „unbedingt auf ihre gegenwartskritische Bedeutung hin gelesen werden sollten“.
Zum zweiten Teil der Cainstorm-Serie sagte Jana Magdanz unmittelbar nach Erscheinen in einem Hörfunkbeitrag für WDR 5: „Ein atemloses Lesevergnügen, das die wichtigen Fragen unserer Science Fiction-reifen Welt auf sehr unterhaltsame Art neu stellt.“

## Veröffentlichungen
- Cainstorm Island – Der Gejagte. dtv, München 2019. ISBN 978-3-423-76242-7 (ab 13 Jahre)
- Cainstorm Island – Der Gefangene. dtv, München 2021 ISBN  978-3-4237-4066-1

## Preise und Nominierungen
- 2019: Nominierung für den Paul-Maar-Preis[11]
- 2019: Jugendbuchpreis Eselsohr der Stadt Nettetal[12]
- 2020: Nominierung für den Friedrich-Glauser-Preis in der Kategorie Jugendroman[13]
- 2020: Goldene Leslie für Cainstorm Island.[14]